# Ріддеркерк
Ріддеркерк (нід. Ridderkerk) — місто і муніципалітет у Нідерландах, у провінції Південна Голландія.

## Населення
Станом на 31 січня 2022 року населення муніципалітету становило 47071 осіб. Виходячи з площі муніципалітету 23,72 кв. км., станом на 31 січня 2022 року густота населення становила 1.984  осіб/кв. км.
За даними на 1 січня 2020 року 20,0%  мешканців муніципалітету мають емігрантське походження, у тому числі 7,8%  походили із західних країн, та 12,1%  — інших країн.